# Amanda Setton

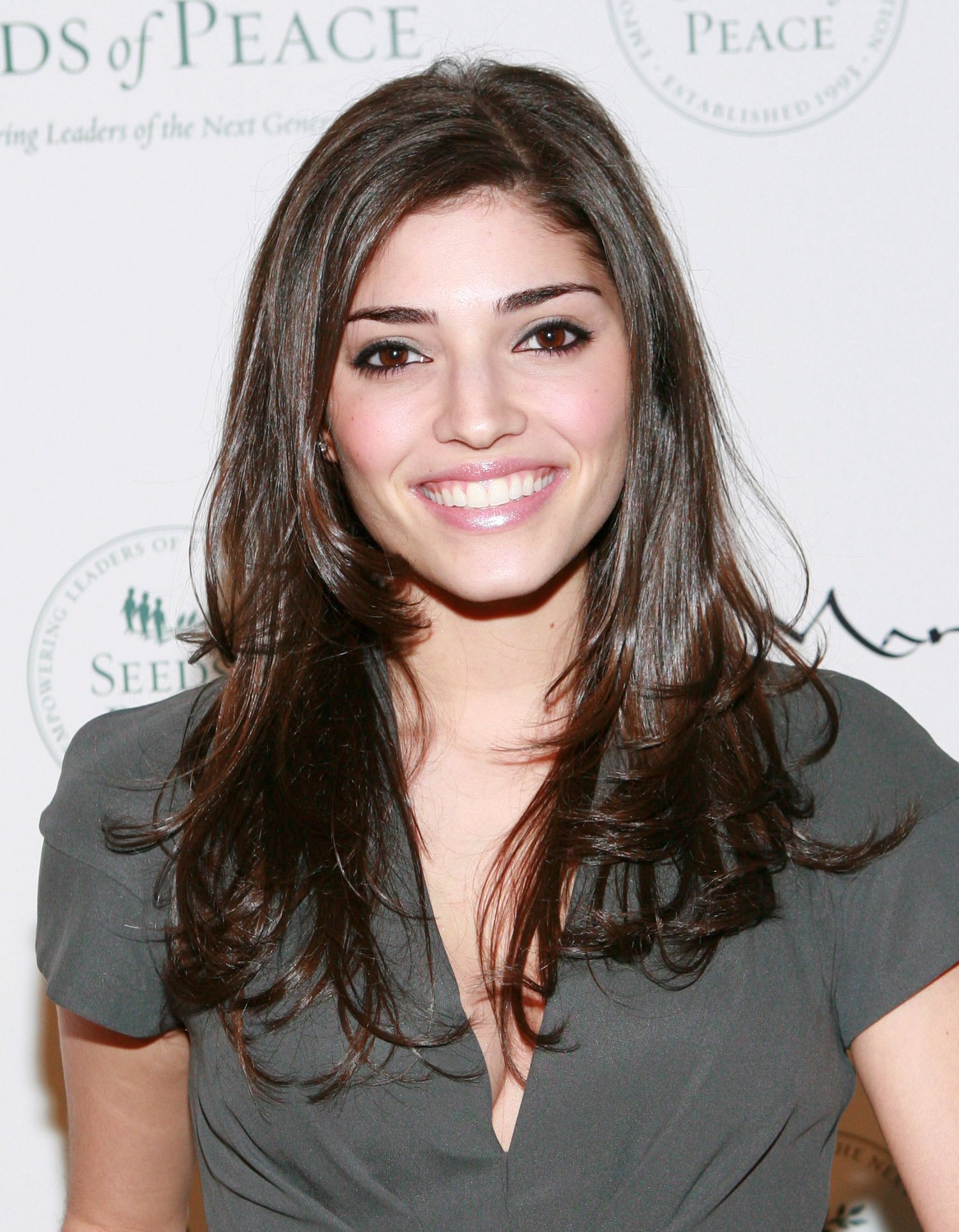
Amanda Setton (2009)

Amanda Setton (* 16. Dezember 1985 in New York City, New York) ist eine US-amerikanische Schauspielerin. Sie ist bekannt für ihre Rolle der Penelope Shafai in der Fernsehserie Gossip Girl und als Kimberly Andrews in Liebe, Lüge, Leidenschaft.

## Leben
Setton wurde in New York geboren und wuchs in Great Neck auf, wo sie Präsidentin ihres High-School Theater-Clubs war. Sie ist Jüdin. Setton absolvierte das Ithaca College. In ihrem ersten Jahr studierte sie im Ausland, in Barcelona, Spanien, mit dem IES Programm. Setton beendete ein zwei Jahre umfassendes „Meisner Technique Programm“ am Actors Workshop von Ithaka.

## Karriere
Setton spielte von 2008 bis 2012 Penelope Shafai im Teenager-Drama Gossip Girl. Ab 14. August 2009 spielte sie Kimberly Andrews in der ABC-Seifenoper Liebe, Lüge, Leidenschaft. Setton spielt nebenbei auch kleine Rollen wie 2008 in dem Film Sex and the City und Love Vegas. Am 21. Februar 2010 wurde auf der Website www.daytimeconfidential.com angekündigt, dass Setton trotz steigender Einschaltquoten und offenem Vertrag die Serie Liebe, Lüge, Leidenschaft als Kimberly verlassen wird. Nach ihrem Umzug nach Los Angeles war unklar, ob ihre Rolle je wieder zurückkehren würde. Am 22. Juni 2011 wurde bekanntgegeben, dass Setton am 22. August 2011 wieder zur Serie zurückkehrt. Setton sollte ursprünglich zur Hauptbesetzung von The Mindy Project gehören, doch am 20. November 2012 wurde bekanntgegeben, dass ihre Rolle aus der Serie gestrichen wurde. Von September 2013 bis April 2014 war sie in der CBS-Serie The Crazy Ones neben Robin Williams und Sarah Michelle Gellar zu sehen.

## Filmografie (Auswahl)
- 2008: Love Vegas
- 2008: Sex and the City
- 2008: All the World’s a Stage
- 2008–2012: Gossip Girl (Fernsehserie, 31 Folgen)
- 2009–2011: Liebe, Lüge, Leidenschaft (One Life to Live, Fernsehserie)
- 2010: Mercy (Fernsehserie, 2 Folgen)
- 2011: Blue Bloods – Crime Scene New York (Blue Bloods, Fernsehserie, Folge 1x18)
- 2012–2013: The Mindy Project (Fernsehserie, 12 Folgen)
- 2013: Golden Boy (Fernsehserie, Folge 1x01)
- 2013–2014: The Crazy Ones (Fernsehserie, 22 Folgen)
- 2014–2015: Hawaii Five-0 (Fernsehserie, 6 Folgen)
- 2016: Beauty and the Beast (Fernsehserie, Folge 4x02)